# Костюк Олександр Степанович

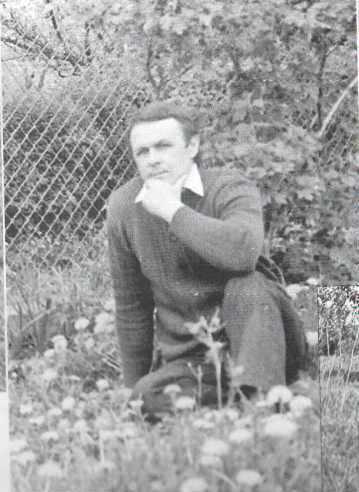
Поет, краєзнавець, публіцист Олександр Костюк

Костюк Олександр Степанович (6 вересня 1946, с. Карпилівка Рівненської області, нині Україна) — український поет.
Після Городоцької одинадцятирічки працював робітником. Був на строковій військовій службі. Із відзнакою закінчив Рівненський педагогічний інститут. Вчителював, тривалий час був на журналістській роботі. Нині — на творчій роботі.
Друкується в періодиці. Веде громадсько-політичну та пошуково-краєзнавчу роботу.

## Поетичні збірки
- «Дівич-зілля»,
- «Полинове причастя»,
- «Лінія болю»,
- «Опіки серця»,
- «Аура»,
- «Акварелі сумної доби»,
- «Грані»

Автор нарисів про рідне село і національно-визвольні змагання — «Вічний причал» та "Імена, як стяги… "
Село 
Світлій пам'яті матері
Антоніни й батька Степана — ::::::: уродженців с. Карпилівки
Автор
На пагорбах, як на малих Бескидах,
Поцяткувавши хатами зело,
Стоїть віки, не сходячи з овиду, 
Моє слов'янське сонячне село.
Були ж у тебе дні й не великодні,
Було усе — і слава і хула …
Із відчаєм боролись, як сьогодні,
Не опустивши мудрого чола.
Тобі клялись у чемності заброди
А лицарів ти знаєш не усіх…
Течуть, біжать століть бурхливі води — 
І праці, і змагань, і пліток, і інтриг.
Але й у цім важкім коловороті
Було снагою пращуру й мені,
Хвала усім, хто зводить тебе в поті
І хто згорів за тебе у вогні!
15.10.1994 р.